# Hanawa Hokiichi
Hanawa Hokiichi (塙 保己一) (23 de junho de 1746 - 7 de outubro de 1821) foi um estudioso cego e monge budista japonês durante do período Edo.

## Biografia
Hokiichi ficou cego aos 5 anos mas conseguiu aprender acupuntura aos 13 anos, em Edo. Mais tarde ele aprendeu história, literatura, ciências médicas e jurisprudência de vários mestres, incluindo Kamo no Mabuchi e viria a publicar vários trabalhos. Ele compilou o Gunsho Ruijū (群 書 類 従 Grande colecção de documentos antigos).